# خفاش‌های جنگلی
خفاش‌های جنگلی (نام علمی: Nyctalus) یک سرده از خفاش‌های شامگاهی است که معمولاً به عنوان خفاش نکتیول شناخته می‌شود. آنها در نواحی معتدل و نیمه‌گرمسیری اروپا، آسیا و شمال آفریقا پراکنده هستند.
هشت گونه در این سرده وجود دارد:
- خفاش جنگلی پرنده‌مانند، Nyctalus aviator
- خفاش جنگلی آزور، Nyctalus azoreum
- خفاش جنگلی ژاپنی، Nyctalus furvus
- خفاش جنگلی بزرگ، Nyctalus lasiopterus
- خفاش جنگلی کوچک، Nyctalus leisleri
- خفاش جنگلی کوهی، Nyctalus montanus
- خفاش جنگلی معمولی، Nyctalus noctula
- خفاش جنگلی چینی، Nyctalus plancyi